# Чемпіонат світу з хокею із шайбою 1953
Чемпіонат світу з хокею із шайбою 1953 — 20-й чемпіонат світу з хокею із шайбою, який проходив 7—15 березня 1953 року в Базелі та Цюриху. У його рамках відбувся 31-й чемпіонат Європи.
Команду Чехословаччини відкликало з турніру керівництво держкомітету зі спорту та фізичної культури Чехословаччини у зв'язку з кончиною президента Клемента Ґотвальда. Через це збірна Чехословаччини була дискваліфікована, а результати зустрічей, що відбулися, анульовані.

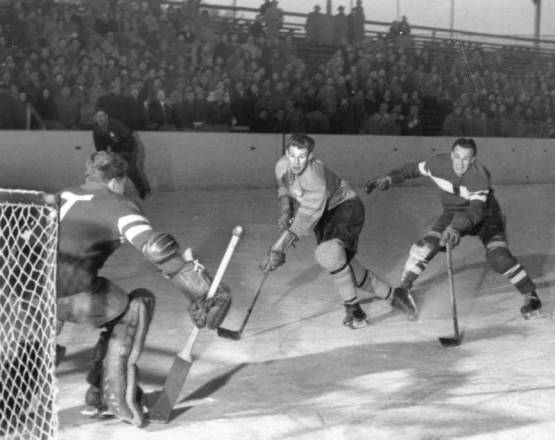
Матч Швеція - ФРН 8:6

## Чемпіонат світу Група A (Швейцарія)
| 7 березня  | Чехословаччина - ФРН       | 11 - 2 (анульовано) | 4-1,5-0,2-1 |           |           |           |
| 7 березня  | Швейцарія - Швеція         | 2 - 9               | 1-2,1-5,0-2 |           |           |           |
| 8 березня  | Швейцарія - Чехословаччина | 4 - 9 (анульовано)  | 0-4,1-2,3-3 |           |           |           |
| 8 березня  | Швеція - ФРН               | 8 - 6               | 4-1,3-3,1-2 |           |           |           |
| 10 березня | Швеція - Чехословаччина    | 5 - 3 (анульовано)  | 5-1,0-1,0-1 |           |           |           |
| 10 березня | ФРН - Швейцарія            | 2 - 3               | 0-1,2-1,0-1 |           |           |           |
| 12 березня | Швеція - Швейцарія         | 9 - 1               | 5-1,1-0,3-0 |           |           |           |
| 12 березня | ФРН - Чехословаччина       | 4 - 9 (анульовано)  | 2-4,1-2,1-3 |           |           |           |
| 13 березня | Чехословаччина - Швейцарія | скасовано           | скасовано   | скасовано | скасовано | скасовано |
| 13 березня | ФРН - Швеція               | 2 - 12              | 0-2,1-5,1-5 |           |           |           |
| 15 березня | Чехословаччина - Швеція    | скасовано           | скасовано   | скасовано | скасовано | скасовано |
| 15 березня | Швейцарія - ФРН            | 3 - 7               | 2-4,0-1,1-2 |           |           |           |

### Таблиця
| Місце | Збірна         | М | В | П | Н | Ш     | О |
| ----- | -------------- | - | - | - | - | ----- | - |
| 1     | Швеція         | 4 | 4 | 0 | 0 | 38:11 | 8 |
| 2     | ФРН            | 4 | 1 | 3 | 0 | 17:26 | 2 |
| 3     | Швейцарія      | 4 | 1 | 3 | 0 | 9:27  | 2 |
| ДС    | Чехословаччина | 0 | 0 | 0 | 0 | 0:0   | 0 |

Скорочення: М = матчі, В = перемоги, П = поразки, Н = нічиї, Ш = закинуті та пропущені шайби, О = набрані очки

## Чемпіонат світу Група B (Швейцарія)
У чемпіонаті брала участь друга збірна Швейцарії, результати якої пішли в залік тільки для цієї групи, виступала поза конкурсом.
| Дата       | Матчі чемпіонату Групи В      | Результат | Періоди     |
| ---------- | ----------------------------- | --------- | ----------- |
| 7 березня  | Італія - Австрія              | 9 - 5     | 3-1,4-3,2-1 |
| 7 березня  | Швейцарія B - Велика Британія | 1 - 3     | 1-0,0-1,0-2 |
| 8 березня  | Австрія - Нідерланди          | 5 - 3     | 2-0,2-3,1-0 |
| 8 березня  | Швейцарія B - Франція         | 7 - 1     | 4-1,1-0,2-0 |
| 10 березня | Велика Британія - Нідерланди  | 8 - 4     | 4-2,1-2,3-0 |
| 10 березня | Швейцарія B - Італія          | 1 - 2     | 1-0,0-0,0-2 |
| 11 березня | Австрія - Франція             | 8 - 1     | 2-1,2-0,4-0 |
| 11 березня | Італія - Нідерланди           | 7 - 0     | 4-0,1-0,2-0 |
| 12 березня | Велика Британія - Франція     | 8 - 3     | 3-0,3-1,2-2 |
| 13 березня | Велика Британія - Австрія     | 3 - 0     | 1-0,1-0,1-0 |
| 13 березня | Швейцарія B - Нідерланди      | 7 - 5     | 1-1,5-2,1-2 |
| 14 березня | Італія - Франція              | 5 - 2     | 2-1,1-0,2-1 |
| 14 березня | Швейцарія B - Австрія         | 8 - 2     | 2-0,1-1,5-1 |
| 15 березня | Нідерланди - Франція          | 8 - 3     | 4-1,2-1,2-1 |
| 15 березня | Італія - Велика Британія      | 3 - 2     | 3-0,0-0,0-2 |

### Таблиця
| Місце | Збірна          | Матчі | Виграш | Ничиї | Поразки | Шайби   | Очки |
| ----- | --------------- | ----- | ------ | ----- | ------- | ------- | ---- |
| 4     | Італія          | 5     | 5      | 0     | 0       | 26 - 10 | 10   |
| 5     | Велика Британія | 5     | 4      | 0     | 1       | 24 - 11 | 8    |
| ПК    | Швейцарія B     | 5     | 3      | 0     | 2       | 24 - 13 | 6    |
| 6     | Австрія         | 5     | 2      | 0     | 3       | 20 - 24 | 4    |
| 7     | Нідерланди      | 5     | 1      | 0     | 4       | 20 - 30 | 2    |
| 8     | Франція         | 5     | 0      | 0     | 5       | 10 - 36 | 0    |